# Edward L. Sittler
Edward Lewis Sittler Jr. (* 21. April 1908 in Greensburg, Westmoreland County, Pennsylvania; † 26. Dezember 1978 in Pittsburgh, Pennsylvania) war ein US-amerikanischer Politiker. Zwischen 1951 und 1953 vertrat er den Bundesstaat Pennsylvania im US-Repräsentantenhaus.

## Werdegang
Noch im Jahr seiner Geburt zogen Edward Sittlers Eltern mit ihrem kleinen Sohn nach Uniontown im Fayette County. Später besuchte er die dortigen öffentlichen Schulen. Danach studierte er bis 1930 an der Brown University in Providence (Rhode Island). Zwischen 1931 und 1937 war er als Eisverkäufer tätig. Von 1934 bis 1937 war er Mitglied und ab 1936 Vorsitzender des Schulausschusses der Stadt Uniontown. Seit 1937 arbeitete er im Versicherungswesen. Während des Zweiten Weltkrieges diente er zwischen 1943 und 1946 im Ordnance Departement der United States Army. Dabei erreichte er den Rang eines Hauptmanns. Politisch schloss sich Sittler der Republikanischen Partei an. Von 1948 bis 1951 war er Bürgermeister von Uniontown.
Bei den Kongresswahlen des Jahres 1950 wurde Sittler im 23. Wahlbezirk von Pennsylvania in das US-Repräsentantenhaus in Washington, D.C. gewählt, wo er am 3. Januar 1951 die Nachfolge des Demokraten Anthony Cavalcante antrat. Da er im Jahr 1952 nicht bestätigt wurde, konnte er bis zum 3. Januar 1953 nur eine Legislaturperiode im Kongress absolvieren. Diese war von den Ereignissen des Koreakrieges geprägt.
Nach dem Ende seiner Zeit im US-Repräsentantenhaus arbeitete Edward Sittler wieder in der Versicherungsbranche. Zwischen 1960 und 1972 gehörte er dem Staatsvorstand der Republikaner in Pennsylvania an. Von 1968 bis 1971 war er Oppositionsführer im Bezirksrat des Fayette County. Er starb am 26. Dezember 1978 in Pittsburgh und wurde in Uniontown beigesetzt.